# Barton-upon-Humber
Pour les articles homonymes, voir Barton.
Barton-upon-Humber (ou Barton-on-Humber) est une ville dans le North Lincolnshire en Angleterre, située sur la rive sud de l'estuaire du Humber et à l'extrémité du pont du Humber.